# いもメン
いもメンは、愛知県大府市の非公式キャラクターで全裸パンツ有り(男性)。

## あゆみ
いもメンは、愛知県大府市特産「木の山芋」をモデルとしたゆるキャラである。イラストとかぶり物のデザインは大いに異なる。2013年に公開された映画「芋」の宣伝キャラクターとして誕生した後、愛知県内を中心に各地のイベントに参加しており、テレビ番組にも出演する。
おがくずに埋まった状態で売られている木の山芋をイメージした灰色のマットとスポンジで作られたかぶり物。(正面には漢字で「芋」と書かれている)に海パン一丁という容姿で、自らギターを弾いて弾き語りもおこなう。
2013年には「ゆるキャラグランプリ」にエントリーを試みるも、「肌が露出している」との理由で参加を認められなかったという逸話を持つ。
なお、その後は再エントリーに向けて赤色のつなぎを着用することも多くなった。2015年にはエントリーし、総合1292位/企業・その他432位を獲得している。
2014年には一部の生産農家から、木の山芋のPRキャラクターとして公認を受けた。

## 主なメディア・イベント出演
- 2013年12月22日 - 「オカザえもんの軌跡」展・イベントライブ （岡崎市康生通南・Masayoshi Suzuki Gallery）[5]
- 2014年1月22日 - TBS 「今、この顔がスゴい!」
- 2014年3月20日 - 知多メディアスネットワーク 「mediasエリアニュース」 このまちリサーチ いもメンを知ってる？
- 2014年3月23日 - 中京テレビ 「PS三世」 あっちゃん画伯と体当たり慎吾のあなたの住む町　盛り上げます
- 2014年4月27日 - KURAGARI SOUND FES 2014 （岡崎市石原町・くらがり渓谷第一駐車場）[6]
- 2014年7月6日 - 岡崎シビコ七夕イベント （岡崎市康生通西・シビコ）[7]
- 2016年1月31日-西中島きなこ企画「とんぼり文化祭２０１６冬」ロフトプラスワンウエスト